# Grandmaster Flash

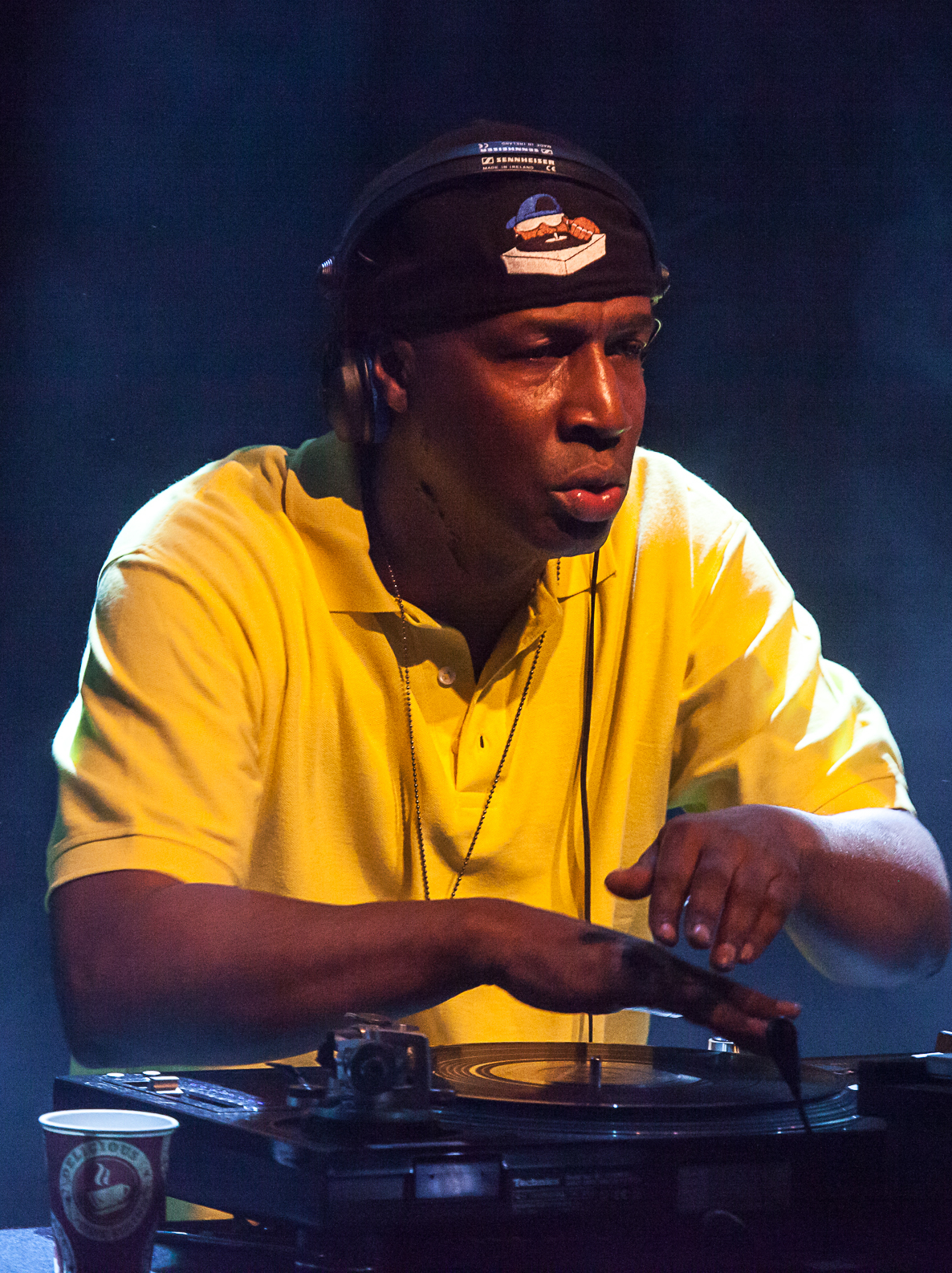
Grandmaster Flash (2014)

Grandmaster Flash (eigentlich Joseph Saddler; * 1. Januar 1958 in der Bronx, New York City) ist ein US-amerikanischer DJ. Er ist neben Kool DJ Herc und Grand Wizard Theodore einer der Pioniere des Hip-Hop.

## Leben und Werk
Ab 1976 entwickelte er unter dem Künstlernamen DJ Grandmaster Flash die meisten Techniken, die bis heute das DJ-ing im Hip-Hop prägen: das Cutting (das zum Beat parallele Einspielen von Tracks), das Backspinning (die Platte wird zur Wiederholung eines bestimmten Abschnitts schnell rückwärts gedreht) und das Phasing (bei dem durch die Verringerung der Geschwindigkeit eines der beiden Plattenteller ein Phaseneffekt erzeugt wird). Weitere, teils auch rein akrobatische Techniken gehen ebenfalls auf ihn zurück. Gemeinsam mit Kool DJ Herc und dem von ihm entdeckten Grandwizard Theodore hat er so das Instrumentarium des DJ-ing erschaffen und perfektioniert.
Als Jugendlicher begann er mit dem Hobby und trat auch live bei Area Dances und Block-Parties auf. Während er tagsüber, mit 19 Jahren, Elektronik-Kurse an einer technischen Schule besuchte, betrieb er gleichzeitig "spinning" in seinem lokalen Disco-Viertel. So lernte er in der Zeit die verschiedenen Techniken.
Die ersten Erfolge hatte Grandmaster Flash mit der Band Grandmaster Flash & the Furious Five, die sich 1977 bildete. Seine Single The Adventures of Grandmaster Flash on the Wheels of Steel (1981), die er live einspielte, gilt in ihrer innovativen Mischung verschiedener Songs wie Good Times (Chic), Another One Bites the Dust (Queen) und Rapture (Blondie) als wegweisend. Nach mehreren Jahren mit seinem Ensemble in wechselnder Zusammensetzung ging man Ende der 1980er Jahre getrennte Wege. Kurzlebige Reunions blieben ohne große Resonanz. Als erster Hip-Hop-Künstler wurde er 1983 auf dem Titelblatt der Zeitschrift Rolling Stone abgebildet.
Auch in Deutschland arbeitete er schon Mitte der 1990er Jahre mit verschiedenen Künstlern zusammen. So lieferte Grandmaster Flash zusammen mit Grand Wizard Theodore und Disco Bee Beiträge zu dem 1994 erschienenen Sampler Schützt die Rille (Köln Massive). Er und viele andere Musiker wie Das Duale System, Die Coolen Säue (DCS), Plattenpapzt, Microphone Mafia oder Konstruktive Kritik setzten sich für die damals populäre Save The Vinyl-Bewegung ein, welche das schon fast besiegelte Ende der Schallplatte verhindern wollte und, wie man heute auch weiß, dies zumindest verzögert hat.
Der bei weitem bekannteste Song von Grandmaster Flash ist The Message. 1999 erregte seine Zusammenarbeit mit dem polnischen DJ Tomekk 1...2...Rhymes Galore Aufsehen und landete in den Charts. 2002 kehrte Flash zum DJ-ing auf Platte zurück und veröffentlichte mit den Official Adventures eine Live-Retro und mit Essential Mix eine „klassische“ Old-School-DJ-CD. Das Lied Scorpio war im Computerspiel Need for Speed: Carbon zu hören.
2009 erschienen sein Album The Bridge, auf dem er mit Rappern wie Q-Tip, KRS-One und Snoop Dogg zusammenarbeitete.

## Auszeichnungen
Im Februar 2019 wurde Grandmaster Flash der Polar Music Prize zuerkannt.

## Diskografie

### Studioalben
| Jahr | Titel                             | Höchstplatzierung, Gesamtwochen, AuszeichnungChartplatzierungen (Jahr, Titel, Platzierungen, Wochen, Auszeichnungen, Anmerkungen) | Höchstplatzierung, Gesamtwochen, AuszeichnungChartplatzierungen (Jahr, Titel, Platzierungen, Wochen, Auszeichnungen, Anmerkungen) | Anmerkungen                                                |
| Jahr | Titel                             | UK | US | Anmerkungen                                                |
| ---- | --------------------------------- | --- | --- | ---------------------------------------------------------- |
| 1982 | The Message                       | UK77 (3 Wo.)UK | US53 (24 Wo.)US | Erstveröffentlichung: 3. Oktober 1982 mit the Furious Five |
| 1985 | They Said It Couldn't Be Done     | UK95 (1 Wo.)UK | — | Erstveröffentlichung: 1985                                 |
| 1986 | The Source                        | — | US145 (6 Wo.)US | Erstveröffentlichung: 2. März 1986                         |
| 1987 | Ba-dop-boom-bang                  | — | US197 (1 Wo.)US | Erstveröffentlichung: 1987                                 |
| 1988 | On the Strength                   | — | US189 (3 Wo.)US | Erstveröffentlichung: 12. April 1988 mit the Furious Five  |
| 1998 | Flash Is Back                     | — | — | Erstveröffentlichung: 1998                                 |
| 2009 | The Bridge (Concept of a Culture) | — | — | Erstveröffentlichung: 24. Februar 2009                     |

### Kompilationen
| Jahr | Titel                                | Höchstplatzierung, Gesamtwochen, AuszeichnungChartplatzierungen (Jahr, Titel, Platzierungen, Wochen, Auszeichnungen, Anmerkungen) | Höchstplatzierung, Gesamtwochen, AuszeichnungChartplatzierungen (Jahr, Titel, Platzierungen, Wochen, Auszeichnungen, Anmerkungen) | Anmerkungen                                               |
| Jahr | Titel                                | DE | UK | Anmerkungen                                               |
| ---- | ------------------------------------ | --- | --- | --------------------------------------------------------- |
| 1983 | Grandmaster Flash & the Furious Five | DE32 (15 Wo.)DE | — | Erstveröffentlichung: Juli 1983 mit the Furious Five      |
| 1984 | Greatest Messages                    | — | UK41 (16 Wo.)UK | Erstveröffentlichung: 1. Januar 1984 mit the Furious Five |

Weitere Kompilationen
- 1993: The Greatest Hits (mit the Furious Five)
- 1994: Message from Beat Street: The Best of Grandmaster Flash, Melle Mel & the Furious Five (mit Melle Mel & the Furious Five)
- 1997: The Greatest Mixes (mit the Furious Five)
- 1997: Salsoul Jam 2000
- 1999: Adventures on the Wheels of Steel (mit the Furious Five)
- 2002: The Official Adventures of Grandmaster Flash
- 2002: Essential Mix: Classic Edition
- 2005: Essential Cuts (mit the Furious Five)
- 2006: Grandmaster Flash, Melle Mel and the Furious Five: The Definitive Groove Collection (mit Melle Mel & the Furious Five)
- 2007: The Essential (mit the Furious Five)
- 2010: Kings of the Streets (mit the Furious Five)

### Singles
| Jahr | Titel Album                                                        | Höchstplatzierung, Gesamtwochen, AuszeichnungChartplatzierungen (Jahr, Titel, Album, Platzierungen, Wochen, Auszeichnungen, Anmerkungen) | Höchstplatzierung, Gesamtwochen, AuszeichnungChartplatzierungen (Jahr, Titel, Album, Platzierungen, Wochen, Auszeichnungen, Anmerkungen) | Höchstplatzierung, Gesamtwochen, AuszeichnungChartplatzierungen (Jahr, Titel, Album, Platzierungen, Wochen, Auszeichnungen, Anmerkungen) | Höchstplatzierung, Gesamtwochen, AuszeichnungChartplatzierungen (Jahr, Titel, Album, Platzierungen, Wochen, Auszeichnungen, Anmerkungen) | Höchstplatzierung, Gesamtwochen, AuszeichnungChartplatzierungen (Jahr, Titel, Album, Platzierungen, Wochen, Auszeichnungen, Anmerkungen) | Anmerkungen                                                                                                 |
| Jahr | Titel Album                                                        | DE | AT | CH | UK | US | Anmerkungen                                                                                                 |
| ---- | ------------------------------------------------------------------ | --- | --- | --- | --- | --- | --- |
| 1982 | The Message                                                        | — | AT9 (8 Wo.)AT | CH11 (4 Wo.)CH | UK8 (11 Wo.)UK | US62 (7 Wo.)US | Erstveröffentlichung: 1982 mit the Furious Five                                                             |
| 1982 | Scorpio The Message                                                | — | — | — | UK77 (3 Wo.)UK | — | Erstveröffentlichung: 1982 mit the Furious Five                                                             |
| 1983 | New York New York –                                                | DE18 (14 Wo.)DE | — | CH9 (5 Wo.)CH | — | — | Erstveröffentlichung: 1983 mit the Furious Five                                                             |
| 1983 | White Lines (Don’t Do It) –                                        | — | — | — | UK7 Silber · (61 Wo.)UK | — | Erstveröffentlichung: 1983 mit Melle Mel                                                                    |
| 1984 | Jesse –                                                            | — | — | — | UK83 (3 Wo.)UK | — | Erstveröffentlichung: 1984 mit Melle Mel                                                                    |
| 1985 | Sign of the Times –                                                | — | — | — | UK72 (2 Wo.)UK | — | Erstveröffentlichung: 1985                                                                                  |
| 1999 | 1, 2, 3 Rhymes Galore (From New York to Germany) Return of Hip Hop | DE6 (17 Wo.)DE | AT34 (3 Wo.)AT | CH9 (16 Wo.)CH | — | — | Erstveröffentlichung: 13. September 1999 DJ Tomekk vs. Grandmaster Flash feat. Afrob, Flavor Flav & MC Rene |

Weitere Singles
- 1979: We Rap More Mellow (mit the Furious Five)
- 1979: Flash to the Beat (Live) (mit the Furious Five)
- 1979: Super Rappin'  (mit the Furious Five)
- 1980: Freedom (mit the Furious Five)
- 1980: The Birthday Party (mit the Furious Five)
- 1981: The Adventures of Grandmaster Flash on the Wheels of Steel (mit the Furious Five)
- 1981: Showdown (mit the Furious Five)
- 1981: It’s Nasty (Genius of Love) (mit the Furious Five)
- 1982: Flash To The Beat
- 1984: We Don't Work For Free
- 1985: Girls Love the Way He Spins
- 1985: Alternate Groove
- 1986: Style
- 1986: Behind Closed Doors
- 1987: U Know What Time It Is
- 1987: All Wrapped Up
- 1988: Gold (mit the Furious Five)
- 1988: Magic Carpet Ride (mit the Furious Five)
- 1996: If U Wanna Party
- 1997: Spring Rain
- 2007: Shine All Day

## Preise
- 2007: Rock and Roll Hall of Fame
- 2012: Grammy Hall of Fame
- 2014: Grammy Nominee, special message
- 2019: Polar Music Price[14]

## Sonstiges
In der von 2016 bis 2017 ausgestrahlten Fernsehserie The Get Down wurde er vom mauretanisch-US-amerikanischen Schauspieler Mamoudou Athie dargestellt.
Im März 2023 nahm Grandmaster Flash als Polar Bear an der neunten Staffel der US-amerikanischen Version von The Masked Singer teil, in der er den 17. Platz erreichte.
„Grandmaster Flash was hip hop in the same way Velvet Underground was punk. Or King Tubby was dub. Or Wiley was grime. They were predecessors, making the music before it even had a name.“ (Tom Wakins)